# Charlotte de Witte
Pour les articles homonymes, voir de Witte.
Charlotte de Witte (née le 21 juillet 1992 à Gand) est une productrice et disc jockey belge de musique électronique.
Elle débute en 2010 sous le pseudonyme de Raving George et se fait alors connaître surtout localement. À partir du milieu des années 2010, alors qu'elle abandonne son nom de scène pour son véritable nom, sa notoriété ne cesse de croître rapidement à l'international. En 2017, elle est présente dans nombre de festivals. Charlotte de Witte est également la fondatrice du label KNTXT.

## Biographie

### Jeunesse
Charlotte de Witte est née en Flandre. Fille unique, son père est dans l'industrie musicale chez EMI. Elle découvre la musique électronique vers l'âge de seize ans lorsqu'elle fréquente les discothèques de sa ville natale,. En parallèle, elle étudie le droit, « sans grande conviction »,.

### Carrière
Charlotte de Witte débute dans sa chambre. « Lorsque je me suis mise à la musique, je me suis acheté un équipement vraiment pourri pour mixer chez moi. » Elle réalise quelques mixtape electro sur Ableton pour son usage personnel puis qu'elle commence à diffuser. Sa première prestation en public a lieu durant janvier 2010, en petit comité dans un bar local. C'est la première fois qu'elle touche à des platines CDJ : elle vient de les acheter le jour-même, avec un MacBook, grâce à l'argent touché de l'assurance, à la suite d'un accident de scooter,. Elle utilise le nom de scène « Raving George » afin de cacher qu'elle est une fille au premier abord et de « brouiller les pistes »,. « Le surnom de Raving George est venu assez naturellement. Je ne voulais pas que les gens m’écoutent parce que j’étais une femme. Et puis ça faisait un bon effet de surprise quand ils venaient me voir jouer. » commente-t-elle. Après quelques mois, elle décide de s'inscrire pour « My Set Rules », un programme de Radio Brussels avec quatre jeunes DJ novices qui s'affrontent pendant la semaine en jouant un set de 15 minutes chacun. Le programme est diffusé en Flandre et lui donne un peu plus de publicité. En 2011, elle remporte le prix « Red Bull-Elektropedia » dans le programme Studio Brussel Switch. Cela lui permet d'être invitée à jouer à Tomorrowland et d'obtenir une résidence dans la station de radio. Cette résidence va lui apporter une forte notoriété locale.
Au fil des ans, Charlotte de Witte (sous son pseudo) commence à jouer de plus en plus de techno et moins d'electro house. Elle se met à produire sa propre musique : « il y avait un besoin en moi de créer mon propre son » affirme-t-elle. Son premier EP Observe sort en 2013, comprenant deux chansons et trois remixes. Dans les temps qui suivent, Charlotte de Witte se présente plusieurs fois sous le nom de Raving George à I Love Techno, Tomorrowland, Pukkelpop ou Laundry Day. Elle est également sur la « Terrace », scène annexe du DC10 la discothèque d'Ibiza,.
Début 2015, elle sort un autre EP, Slaves / Alternate et le single vocal You’re Mine qui rencontre le succès en Turquie et en Belgique. Au total, ce sont quatre EP qui sont distribués en deux ans. Mais plus que « productrice », elle se considère plutôt « comme une DJ, c'est ce par quoi j'ai commencé même si d'après moi le must reste de pouvoir jouer ses propres productions ». Elle fonde son concept « KNTXT », qui est décliné au Fuse, avec des sets de plusieurs heures rassemblant divers DJ, ou dans d'autres endroits,,.
En octobre de la même année, Raving George précise qu'elle joue désormais sous son vrai nom, Charlotte de Witte, estimant avoir construit une bonne réputation et qu'il n'est plus nécessaire de cacher son genre avec son nom de scène,. Fin 2015, un nouveau EP Weltschmerz sort sur le label Tiga’s Turbo, le premier sous son vrai nom. « Véritable point de départ » écrit DJ Mag, l'addition du changement de style musical, l'utilisation de son vrai nom et le nouvel EP font que sa carrière décolle réellement à ce moment-là,. Le magazine Trax lui donne le titre de « nouvel espoir de la techno belge ». Elle signe avec l'agence FMLY puis change pour l'agence Decked Out. Elle est également sous contrat avec Live Nation pour son pays natal.
Plusieurs EP de sa techno minimale sont commercialisés durant l'année 2017 : Our Journey en janvier puis Wisdom, tous deux sur label écossais Sleaze Records, et Closer sur le label Mary Go Wild. Cette même année, elle tourne au Canada, en Asie, et participe à de multiples évènements dont une vingtaine de festivals d'été tels l'Oasis Festival au Maroc, l'Awakenings, le London techno bonanza Junction 2, Les Nuits secrètes, le Kolorz Festival à Carpentras, le Festival de Dour, Marvellous Festival, le Rock Werchter qui a pourtant rarement de DJ à sa programmation, le premier week-end de Tomorrowland où elle rencontre le roi et la reine de Belgique, une Boiler Room de 300 personnes à Bruxelles, l'ADE invitée par DJ Mag anglais ; elle fait également la couverture de septembre de ce magazine,. « Je dois avouer que dernièrement les choses vont vite » précise-t-elle alors. L'année suivante, elle est à Astropolis l'hiver, au Chamonix Unlimited Festival, au festival Sónar en juin, ouvre Tomorrowland sur la scène principale le premier week-end de juillet et dispose de sa propre scène avec son concept KNTXT durant le second week-end puis est au festival Cabaret Vert le mois suivant. La sortie sur le label Suara d'un nouvel EP, Heart of Mine, contenant le single éponyme ainsi que le single This, est prévu cette même année. Elle change de label début 2020 pour la sortie de son nouvel EP intitulé Vision. Cette année là, elle est annoncée, entre autres, au Sónar à Barcelone en juin et à Tomorrowland le mois suivant. En avril elle sort un nouvel EP où elle remixe en deux versions (trance et rave) le titre phare de Hold That Sucker Down de The O.T. Quartet, déjà réédité par l’Allemand Jerome Isma-Ae.